# Parc régional Chasseral
Le Parc naturel régional Chasseral est un territoire de 549 km2 labélisé parc naturel régional en tant que parc d'importance nationale en 2012. Il est situé en Suisse dans la partie septentrionale du massif du Jura, autour du Chasseral, au nord-ouest du lac de Bienne.
En tant qu'organisation de développement durable, le Parc Chasseral valorise la nature, le patrimoine et les paysages, met en place et soutient des activités économiques respectueuses de l’environnement et sensibilise enfants et adultes à ces thématiques.

## Géographie

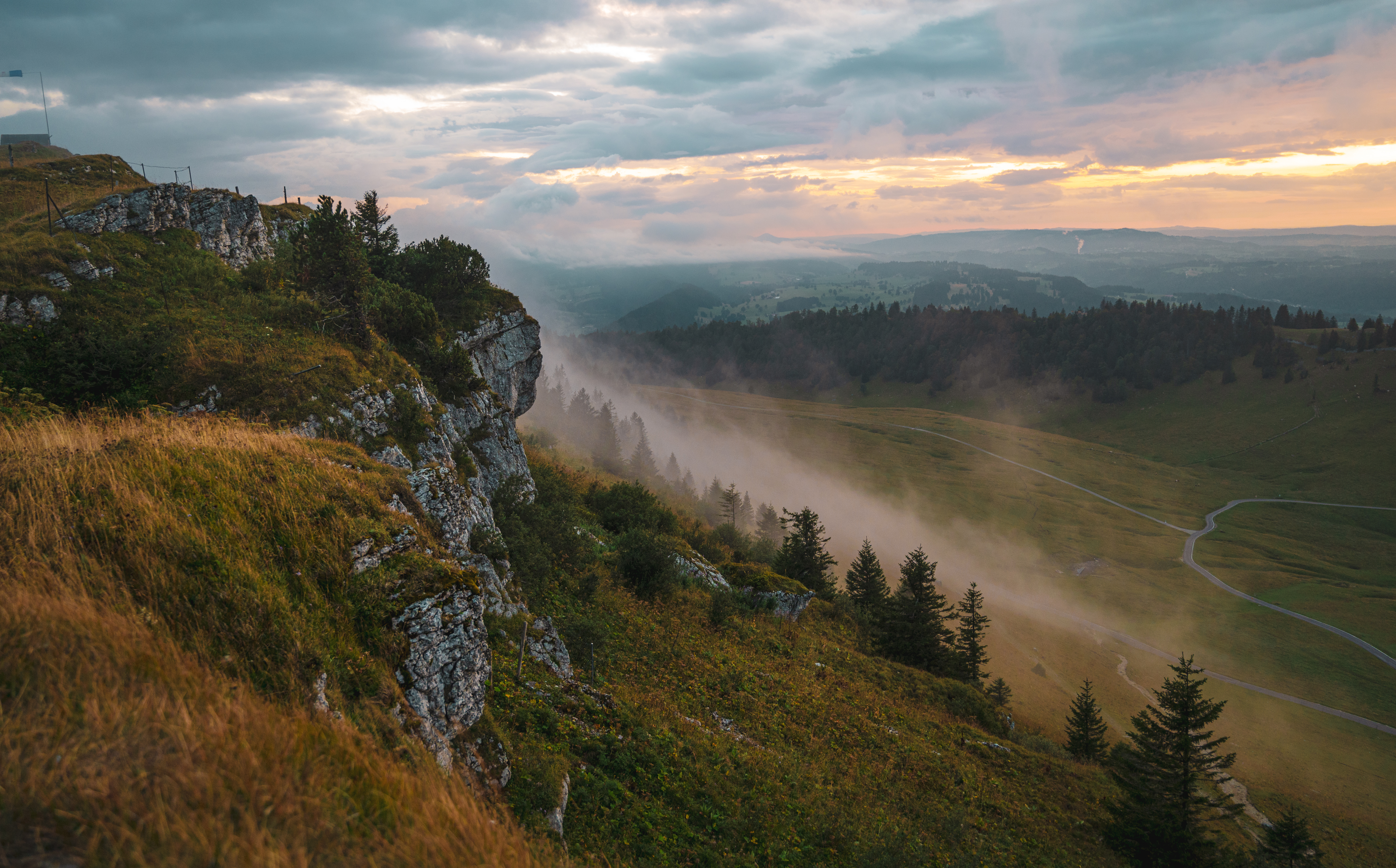
Coucher de Soleil dans la parc régional Chasseral. Août 2020.

Le Parc est contigu au parc naturel régional du Doubs, dont il borde le côté oriental. Il se situe dans le Jura bernois et le Jura neuchâtelois. Le point culminant du Parc est le sommet du Chasseral, qui, à 1607 m d'altitude (1606,2 m d'altitude pour son point de trigonométrie), est le quatrième plus haut sommet du Jura suisse.
Le Parc est constitué de 31 communes réparties sur les cantons de Berne (28) et de Neuchâtel (3) .

## Historique
L'idée d'un parc régional remonte à 1997 avec la création d'un groupe de pilotage et a dès le départ été portée par les communes, les associations de protection de la nature et les organisations à vocation économique et de développement régional qui le composent. L'association Parc régional Chasseral est créée en 2001. En 2008, les législatifs communaux des 29 communes concernées approuvent à de larges majorités ou à l'unanimité leur engagement en tant que communes du Parc, générant l'entrée en vigueur en 2012 de la première Charte les liant à l'association. Avec le Parc Gruyère Pays-d'Enhaut, il est le premier à être labellisé en Suisse romande. Le contrat est valable dix ans. La seconde Charte a été adoptée en 2021 et est entrée en vigueur au 1er janvier 2022, en même temps que deux nouvelles communes (Evilard-Macolin et Twann-Tüscherz) sont intégrées dans le Parc, de même que l'extension à l'entier de la commune de Val-de-Ruz. En 2025, huit nouvelles communes (Ligerz, Tavannes, Reconvilier, Saicourt, Saules, Loveresse, Petit-Val et Rebévelier) rejoignent le Parc, à la suite de leur adhésion validée par leurs législatifs respectifs à l'été 2023.
Les communes suivantes font partie du Parc régional Chasseral, soit 28 communes bernoises et 3 communes neuchâteloises (citées dans l'ordre alphabétique) :
Corgémont, Cormoret, Cortébert, Courtelary, Enges, Evilard-Macolin, La Neuveville, Ligerz, Lignières, Loveresse, Mont-Tramelan, Nods, Orvin, Péry-La Heutte, Petit-Val, Plateau de Diesse, Rebévelier, Reconvilier, Renan, Romont, Saicourt, Saint-Imier, Sauge, Saules, Sonceboz-Sombeval, Sonvilier, Tavannes, Twann-Tüscherz, Tramelan, Val-de-Ruz, Villeret
Depuis 2018, le parc naturel régional est membre du fOrum culture, association fédératrice des actrices et acteurs culturels du Jura bernois, du canton du Jura et de Bienne. En 2019, le Parc naturel régional Chasseral est l'un des cofondateurs de la Fondation Grand Chasseral, aux côtés de la Chambre d'économie publique du Jura bernois, de Jura bernois Tourisme, Jura bernois.Bienne et la Chambre d’agriculture du Jura bernois, rejoints peu après par des représentants du champ culturel.